# Hypochthonius elegans
Hypochthonius elegans är en kvalsterart som beskrevs av Hammer 1979. Hypochthonius elegans ingår i släktet Hypochthonius och familjen Hypochthoniidae. Inga underarter finns listade i Catalogue of Life.